# Taluva
Taluva est un jeu de société, créé par Marcel-André Casasola Merkle en 2006 et édité par Hans im Glück. Ce jeu de placement et de blocage, simple d'accès mais profond tactiquement, dure entre 20 et 40 minutes, selon le nombre de joueurs (de 2 à 4). 
Depuis 2012, le jeu est réédité en France par Ferti. En 2015, cet éditeur publie une version grand-format « deluxe » du jeu, rhabillée graphiquement par l'illustrateur Naïade. Cette édition permet notamment de jouer désormais jusqu'à 5 joueurs. 

## Principe général
À une époque lointaine, sur l'île volcanique de Taluva, diverses tribus essayent de développer leurs villages, d'ériger tours et temples, au milieu des éruptions incessantes.

## Règle du jeu

### But du jeu
Chaque joueur dispose de 20 huttes, 3 temples et 2 tours. Son objectif est d'être le premier à placer l'intégralité de deux types de bâtiments ; huttes et temples, huttes et tours ou tours et temples.
Chacun de ces bâtiments a des conditions de pose différentes.

### Mécanisme de jeu
Taluva a la spécificité de ne pas proposer de plateau de jeu pré-constitué. Celui-ci se crée au fur et à mesure que la partie avance, chaque joueur devant poser une tuile de terrain avant de poser un bâtiment. Cela garantie un grand renouvellement des parties.
Les joueurs peuvent soit agrandir la surface de l'île, soit changer son relief en superposant des tuiles à d’autres déjà en place (en respectant certaines contraintes). Ce faisant, les joueurs déclenchent des éruptions volcaniques qui entraînent destructions de huttes et modifications de terrain, créant de nouvelles opportunités de placement (par exemple, une tour ne peut être bâtie que sur un empilement de trois tuiles au moins).

### Matériel
- 12 temples en bois
- 8 tours en bois
- 80 huttes en bois
- 48 tuiles de terrain
- 1 règle du jeu

### Mise en place
Mélanger les 48 tuiles, faces cachées. Elles seront piochées aléatoirement. On peut les regrouper en une pioche unique ou on peut les diviser en plusieurs pioches (de 12 ou 18 tuiles par joueur). Selon le nombre de participants, on utilisera donc un nombre total de tuiles différent :
- à 2 joueurs, on utilise 24 ou 36 tuiles
- à 3 joueurs, on utilise 36 tuiles
- à 4 joueurs, on utilise les 48 tuiles

### Fin de partie et vainqueur
Un joueur gagne immédiatement la partie dès qu'il parvient à construire l'intégralité de deux types de bâtiments (sur les trois possibles). Si aucun joueur n'est parvenu à remplir cet objectif, la partie s'arrête quand la ou les pioche(s) de tuiles terrain sont épuisées. On procède alors à un décompte : celui qui a construit le plus de temples l’emporte. En cas d’égalité, celui parmi les ex-aequo qui a construit le plus de tours l’emporte. En cas de nouvelle égalité, celui qui a construit le plus de huttes l’emporte.